# Metro Vancouver Electoral Area A
Der Metro Vancouver Electoral Area A (dt. Wahlbezirk A in Metro Vancouver, vollständig Metro Vancouver Regional District Electoral Area A, Abk. MVRD – EA A) liegt im Südwesten der kanadischen Provinz British Columbia. Er umfasst mehrere gemeindefreie Gebiete der Region Metro Vancouver. Dazu gehören die University of British Columbia und die University Endowment Lands (Stiftungsland der Universität) westlich der Stadt Vancouver, die Inseln Bowyer Island, Passage Island und Barnston Island im Fraser River, das Westufer des Pitt Lake, der nördliche Teil des Fjords Indian Arm und die dünn besiedelten Bergregionen in den North Shore Mountains. 
Verwaltet werden diese Gebiete von einem Direktor, der dem Regionalrat angehört und für eine Amtszeit von drei Jahren gewählt wird. Der Rat nimmt für diese Gebiete die Rolle eines Gemeindeparlaments ein.

## Demographie
Der Zensus im Jahr 2021 ergab für das Gebiet eine Bevölkerungszahl von 18.612 Einwohnern. Die Bevölkerung hat dabei im Vergleich zum Zensus von 2016 um 15,4 % zugenommen, während die Bevölkerung in der gesamten Provinz British Columbia gleichzeitig nur um 7,6 % anwuchs.